# فیت‌گرل ریپکس
فیت‌گرل ریپکس یک وب‌سایت است که بازی‌های ویدیویی را غیر قانونی توزیع می‌کند. فیت‌گرل ریپکس به دلیل «ریپک» بازی‌ها – فشرده سازی آن‌ها به اندازه‌ی قابل توجهی که بتوان آنها را راحت تر دانلود و به اشتراک گذاشت شناخته شده‌است. TorrentFreak فیت‌گرل ریپکس را در رتبه ششم در سال 2021 و نهم در لیست ۱۰ سایت برتر تورنت محبوب در سال ۲۰۲۰ قرار داد.
فیت‌گرل ریپکس بازی‌ها را کرک نمی‌کند، در عوض از نصب‌کننده‌های موجود بازی یا فایل‌های بازی غیرقانونی مانند نسخه‌های منتشر شده از صحنه warez استفاده می‌کند و آن‌ها را به حجم بارگیری بسیار کوچک‌تری دوباره بسته‌بندی می‌کند. بازی‌های بسته‌بندی‌شده، معمولاً به ویندوز محدود می‌شوند، با استفاده از سرویس‌های میزبانی فایل و BitTorrent توزیع می‌شوند. دستورالعمل‌های دانلود و اطلاعات برای نسخه‌های جدید در وب‌سایت وبلاگ فیت‌گرل ریپکس و سه فهرست راهنمای تورنت: 1337x , RuTor و Tapochek ارسال شده‌است. فیت‌گرل ریپکس در لتونی مستقر است.
آیکون فیت‌گرل ریپکس بازیگر فرانسوی آدری توتو است که در فیلم آملی در سال ۲۰۰۱ ظاهر می‌شود.
بازی های این سایت در سایت ها مختلفی مثل game pars وجود دارد

## تاریخچه
در سال ۲۰۱۲، این گروه شروع به فشرده‌سازی فایل‌های بازی برای استفاده شخصی کرد و برای اولین بار بسته‌ای از Geometry Wars 3: Dimensions را روی تورنت‌های روسی منتشر کرد.

در  سال 2016 فیت گرل بیان کرد در 20 سالگی خود به سر میبرد و کار او با رایانه است. او بیان کرد که "زن است و به ان افتخار میکند" در حالی که او در همان زمان تنها زن ریپکر در صحنه بود.او در روسیه به دنیا امد ولی در لتونی سکونت دارد.